# Ruwe zeevinger
Ruwe zeevinger (Alcyonidium hirsutum) is een mosdiertjessoort uit de familie van de Alcyonidiidae. De wetenschappelijke naam van de soort is voor het eerst geldig gepubliceerd in 1828 door Fleming.
Deze mosdiertjessoort wordt gevonden in ondiepe wateren met een laag of fluctuerend zoutgehalte, zoals lagunes en estuaria. Het is herkenbaar door zijn oppervlak met kleine papillen. Wanneer het uit het water is, heeft het in plaats van glanzend een mat uiterlijk.